# Битка код Бибракте
Битка код Бибракте одиграла се 58. године п. н. е. између Римске републике и Хелвећана. Битка је део Галског рата и завршена је победом римске војске под вођством Гаја Јулија Цезара.

## Битка
Бибракте је у 1. веку п. н. е. био главни град Хедуанаца, а налазио се недалеко од данашњег Отена у Француској. Код Бибракте је Цезар у почетку Галског рата тукао своју прву битку и однео победу против Хелвећана. Под заштитом коњице, поставио је своје четири старе легије по кохортама у три линије на пола падине брежуљака, а двема новим, тек регрутованим и помоћним трупама образовао је на врху утврђени логор. Имао је у свему 36-40.000 људи. Хелвећани су око подне у згуснутом поретку кренули узбрдо у напад (према Цезаровим подацима око 77.000 људи, што је очигледно претерано). Римљани су им кренули у сусрет и одбацили их ка супротном брежуљку. Сада су Римљани кренули узбрдо за њима, али су их снаге хелвећанских савезника (око 15.000 бораца) удариле у изложени десни бок. Цезар је у том тренутку против непријатељских појачања увео у борбу треће постројење кохорти, које се до тада држало подаље. Како је с предње стране битку наставила израженом жестином, римска се војска нашла у борби до изнурења. До мрака, Римљани су Хелвећане потисли, а касно у ноћ заузели су и колски логор. Том победом Цезар је дошао до превласти над јужном Галијом.